# المثلى (ملحان)

تعديل مصدري - تعديل

المثلى هي إحدى قرى عزلة الروضة بمديرية ملحان التابعة لمحافظة المحويت، بلغ تعداد سكانها 106 نسمة حسب تعداد اليمن لعام 2004.